# デビッド・ディアス
デビッド・ディアス（David Díaz、1976年6月7日 - ）は、アメリカ合衆国の男性プロボクサー。メキシコ系アメリカ人。イリノイ州シカゴ出身。元WBC世界ライト級王者。

## 来歴
1996年、アメリカ合衆国代表としてアトランタオリンピックボクシングライト級に出場し、2回戦敗退。
1996年11月30日に20歳でプロデビュー。順調に勝ち星を積み重ねていくも27戦目で後の世界チャンピオンケンドール・ホルト（アメリカ）に8回TKOで敗れ、連勝は26でストップとなった。デビューから2005年までで30戦29勝1敗の戦績を残す。2005年10月21日に空位のIBAライト級王座を獲得した。同王座は2度の防衛に成功した。
2006年8月12日、WBC世界ライト級暫定王者のホセ・アルマンド・サンタクルス（メキシコ）を10回TKOで破り、暫定王座を獲得した。
2006年10月7日、正規王者ディエゴ・コラレスがホエール・カサマヨールとの防衛戦の前日軽量で体重超過によりコラレスが王座剥奪になった為、ディアスは暫定王者から正規王者に認定された。
2007年8月4日、米国・イリノイ州ローズモントのオールステート・アリーナでメキシコの英雄エリック・モラレスを相手に初防衛戦を行い、3-0の判定勝利で初防衛を飾った。
2008年6月28日、ラスベガス・マンダレイ・ベイ・イベント・センターでアジア人初の3階級制覇王者のマニー・パッキャオ（フィリピン）に9回2分24秒TKO負けを喫し、2度目の防衛に失敗しWBC世界ライト級王座から陥落した。
2010年3月13日、テキサス州のカウボーイズ・スタジアムで行われたWBC世界ライト級王座決定戦でウンベルト・ソト（メキシコ）と対戦し、12回0-3（109-117、109-117、111-115）の判定負けで王座獲得ならず。この試合はマニー・パッキャオ vs. ジョシュア・クロッティの前座として行われた。
2011年8月19日、ヘンリー・ランディー（アメリカ）に6回0分37秒KO負けを喫し、NABF北米ライト級王座獲得に失敗した。

## 獲得タイトル
- IBA世界ライト級王座（防衛2=返上）
- WBC世界ライト級暫定王座（防衛0=正規王座昇格）
- 第32代WBC世界ライト級王座（防衛1）